# 3 Samodzielna Warszawska Brygada Łączności Naczelnego Dowództwa
3 Samodzielna Warszawska Brygada Łączności Naczelnego Dowództwa – jednostka wojsk łączności Armii Radzieckiej, do 1992 stacjonująca na terytorium Polski.
3 Brygada Łączności była jednostką bezpośredniego podporządkowania Głównego Dowództwa Wojsk Kierunku Zachodniego (z siedzibą w Legnicy), administracyjnie podlegała Dowództwu Północnej Grupy Wojsk.
Dowództwo i sztab stacjonowały w m. Kęszyca Leśna, nosiło numer JW 93642.  Brygada brała udział w Operacji "Dunaj" w 1968 roku. W 1992 wyprowadzono ją z Polski.

## Skład (na koniec lat 80.)
- 273 liniowo-kablowy batalion łączności – Wędrzyn
- 389 batalion łączności troposferycznej – Łowicz
- 451 węzłowy batalion łączności – Kęszyca Leśna
- 540 samodzielny batalion radioliniowo-kablowy – Wrocław
- 824 batalion łączności dalekosiężnej – Kęszyca Leśna[1].
- Ruchomy węzeł łączności – Kęszyca Leśna
- 3187 stacja kurierskiej poczty specjalnej – Kęszyca Leśna